# Бомон (Горња Савоја)
Бомон (фр. Beaumont) насеље је и општина у источној Француској у региону Рона-Алпи, у департману Горња Савоја која припада префектури Сен Жилијен ан Женвоа.
По подацима из 2011. године у општини је живело 2.173 становника, а густина насељености је износила 223,1 становника/km². Општина се простире на површини од 9,74 km². Налази се на средњој надморској висини од 666 метара (максималној 1.380 m, а минималној 596 m).

## Демографија
| 1962. | 1968. | 1975. | 1982. | 1990. | 1999. | 2011. |
| ----- | ----- | ----- | ----- | ----- | ----- | ----- |
| 675   | 711   | 757   | 843   | 1.018 | 1.293 | 2.173 |

График промене броја становника у току последњих година